# Laurens Koolemans Beijnen
Laurens ("Lau") Rijnhard Koolemans Beijnen (Kampen, 23 november 1880 – Maarn, 15 maart 1947) was een Nederlands voetballer, die gedurende zijn carrière uitkwam voor Ajax Leiden. Hij kwam ook één keer uit voor het Nederlands bondselftal in 1899.

## Familie
Laurens Koolemans Beijnen was lid van de patriciaatsfamilie Beijnen en een zoon van Gijsbertus Koolemans Beijnen (1848-1928) en Ariëtte Ewaldina van den Bergh (1850-1900). Hij trouwde met Everdina Wilhelmina Bangert (1896).

## Clubvoetbal
Hoewel exacte gegevens ontbreken, is zeker te stellen dat hij tussen 1897 en 1899 speelde voor Ajax Leiden. Met Ajax wordt hij op superieure wijze kampioen van de Tweede klasse. Er wordt in twaalf wedstrijden niet verloren en met overtuigende doelcijfers wordt de promotie naar de Eerste klasse, de hoogste nationale competitie, afgedwongen. Als sleutelspeler van dit team, werd Koolemans Beijnen door de Nederlandse voetbalbond uitgenodigd om aan te treden in het Nederlands Bondselftal.

## Vertegenwoordigend voetbal
Koolemans Beijnen maakte zijn debuut voor Nederland op 2 april 1899 in de officieuze wedstrijd tegen de English Wanderers. In Den Haag werd de wedstrijd met 1-6 verloren. Door zijn deelname, werd Lau Koolemans Beijnen de eerste Leidse Ajacied die het oranjeshirt mocht dragen. Omdat de volgende wedstrijd van het Bondselftal pas 20 maanden later gespeeld zou gaan worden, zou Koolemans Beijnen blijven steken op één officieuze wedstrijd in Oranje.
| Officieuze wedstrijden van Koolemans Beijnen voor Nederland | Officieuze wedstrijden van Koolemans Beijnen voor Nederland | Officieuze wedstrijden van Koolemans Beijnen voor Nederland | Officieuze wedstrijden van Koolemans Beijnen voor Nederland | Officieuze wedstrijden van Koolemans Beijnen voor Nederland | Officieuze wedstrijden van Koolemans Beijnen voor Nederland |
| №                                                           | Datum                                                       | Wedstrijd                                                   | Uitslag                                                     | Type                                                        | Doelpunten                                                  |
| Als speler van Ajax Leiden                                  | Als speler van Ajax Leiden                                  | Als speler van Ajax Leiden                                  | Als speler van Ajax Leiden                                  | Als speler van Ajax Leiden                                  | Als speler van Ajax Leiden                                  |
| ----------------------------------------------------------- | ----------------------------------------------------------- | ----------------------------------------------------------- | ----------------------------------------------------------- | ----------------------------------------------------------- | ----------------------------------------------------------- |
| 1.                                                          | 2 april 1899                                                | Nederland – English Wanderers                               | 1 – 6                                                       | Vriendschappelijk                                           |                                                             |